# Axel Auriant
Axel Auriant, également crédité Axel Auriant-Blot, est un acteur, romancier et batteur professionnel français, né le 1er janvier 1998 à Besançon.
Il est notamment connu pour son rôle de Lucas Lallemant dans la série Skam France, mais également au théâtre pour le seul en scène Une vie sur mesure de Cédric Chapuis, joué au Théâtre Tristan-Bernard pendant plus d’un an.

## Biographie
Axel Auriant-Blot effectue sa scolarité à l'École alsacienne.
Il débute au théâtre en 2010, en intégrant la compagnie « Les sales gosses », compagnie professionnelle composée uniquement d'enfants. Il y fait la rencontre d'Olivier Solivérès, auteur et metteur en scène qui lui permettra de jouer quelques années plus tard dans sa création Au Pays du Père Noël au théâtre des Mathurins pendant 2 ans.
Il décide de devenir acteur vers l'âge de 16 ans grâce à l'étude de Molière en cours de français.
En 2016, il intègre le conservatoire d'art dramatique du 19e arrondissement de Paris dans la classe d'Émilie Anna Maillet.
À 19 ans, Axel Auriant se fait remarquer au théâtre, dans le seul en scène Une vie sur mesure de Cédric Chapuis, qu'il joue au théâtre Tristan-Bernard pendant plus d’un an,,. Le spectacle remporte l'Étoile du Parisien de la meilleure pièce 2017.
Il interprète le rôle de Lucas dans l'adaptation française de la série Skam. Son personnage est le rôle principal de la troisième saison, diffusée en 2019. À partir de cette saison, Skam devient la fiction numérique la plus regardée de France,,,,,.
La même année, il commence à jouer Les 1001 Vies des Urgences au théâtre des Béliers parisiens, un nouveau seul en scène adapté du roman Alors Voilà de Baptiste Beaulieu et mis en scène par Arthur Jugnot. Il joue un extrait de ce spectacle lors de la 30e nuit des Molières 2020 au Théâtre du Châtelet.
À 21 ans, Axel Auriant a joué plus de 500 représentations au théâtre,.
Il a tourné sous la direction de Cédric Klapisch une campagne pour la marque Cartier en 2020.
En 2021, il est à l'affiche du film Slalom de Charlène Favier, en sélection officielle du Festival de Cannes 2020, du Festival d'Angoulême 2020, et Prix d'Ornano-Valenti au Festival de Deauville la même année.
En 2022, il rejoint le casting de la série américaine The New Look dont la diffusion est prévue sur Apple TV+. Il y donne notamment la réplique à Juliette Binoche et Ben Mendelsohn.
La même année, il figure dans le jury de la première édition du Festival du Film de Demain, aux côtés des actrices Corinne Masiero, Naidra Ayadi, et le réalisateur Xavier Legrand.
Mais également de la cinquième édition du Festival Films Courts de Dinan aux côtés des actrices Anna Galiena et Lucie Lucas.
En 2024, il joue à la Comédie Française le spectacle Art Majeur, mis en scène par Guillaume Barbot aux côtés de Thierry Hancisse, Véronique Vella et Léa Lopez.
En 2025, son premier roman, Rue de la Gaîté, paraît aux éditions Fayard. 
La même année, il est nommé au Molière de la révélation masculine pour Numéro deux au Théâtre Tristan-Bernard, et intègre la Troupe de la Comédie Française en tant qu'artiste auxiliaire. 
En parallèle de sa carrière d'acteur, il est également batteur professionnel. Il a commencé à faire de la batterie en 2003, et a accompagné plusieurs artistes comme Joyce Jonathan, Nicoletta, et Manu Dibango dans quelques concerts.

## Filmographie

### Cinéma

#### Longs métrages
- 2015 : Nos futurs de Rémi Bezançon : Léo
- 2016 : Jamais contente d'Émilie Deleuze : Tom[20]
- 2020 : Slalom de Charlène Favier : Maximilien
- 2022 : Noël Joyeux de Clément Michel : Baptiste
- 2025 : The Runaway Kids de Carly Blackman
- 2025 : Angèle et mes Démons de Lucas Beccaro

#### Courts métrages
- 2021 : Les Mains Vides d’Arthur Dupont : Jacques

### Télévision

#### Séries télévisées
- 2014 : Nos chers voisins de Roger Delattre : Jérémy
- 2014 : Fais pas ci, fais pas ça de Laurent Tuel[21]
- 2018 : Meurtres à Lille de Laurence Katrian : Oscar d'Armentières
- 2018-2020 : Skam France de David Hourrègue : Lucas Lallemant (rôle principal saisons 1 à 5 - récurrent saison 6)
- 2019 : Nina d'Eric Le Roux
- 2021 : Plan B de Christophe Campos : Félix
- 2022 : The New Look de Todd A. Kessler : Guillaume
- 2024 : Fleur Bleue d'Enya Baroux et Martin Darondeau
- 2025 : Dans de beaux draps de Stéphanie Pillonca : Enguerrand

### Doublage

#### Films
- 2019 : Spider-Man: Far From Home : Zach (Zach Barack)[22]
- 2022 : Me Time : Enfin seul ? : Dani (Thomas Ochoa)
- 2024 : SOS Fantômes : La Menace de glace

#### Film d'animation
- 2021 : La Traversée : Erdewan

#### Séries d'animation
- 2018-2019[23] : JoJo's Bizarre Adventure : Golden Wind : BabyHead
- 2023 : The Ancient Magus Bride : Kevin

#### Séries télévisées
- 2023 : Alaska Daily : Gabriel Tovar

## Théâtre
Comédie Française
- 2024-2026 : Art majeur, mise en scène Guillaume Barbot, Studio Théâtre de la Comédie Française
- 2025 : Les Serge (Gainsbourg point barre), conception Stéphane Varupenne et Sébastien Pouderoux, Châteauvallon, scène nationale, La Scala Provence
- 2025 : Les Fourberies de Scapin de Molière, mise en scène Denis Podalydès, Salle Richelieu
- 2026 : Le Bourgeois gentilhomme de Molière, mise en scène Christian Hecq et Valérie Lesort, Théâtre de la Porte Saint-Martin

Hors Comédie Française
- 2008 : Sales Gosses Show de Sylvie Ferrié et Philippe Bretin, Le Divan du Monde, théâtre de Ménilmontant
- 2015–2016 : Au pays du Père Noël d'Olivier Solivérès, mise en scène de l'auteur, théâtre des Mathurins
- 2016 : Les Petits Moyens d'Eugène Labiche, mise en scène Loïc Berger, théâtre le Ve
- 2017–2019 : Une vie sur mesure de Cédric Chapuis, mise en scène Stéphane Batlle, théâtre Tristan-Bernard et théâtre Le Pandora (Festival Off d'Avignon)
- 2019–2022 : Les 1001 Vies des Urgences de Baptiste Beaulieu, mise en scène Arthur Jugnot, théâtre des Béliers parisiens, Théâtre du Splendid
- 2021 : Saint-Exupéry et le Mystère de l’Aviateur de Flavie Péan, mise en scène Arthur Jugnot, Théâtre des Béliers Avignon (Festival Off d’Avignon)
- 2021-2024 : Times Square de Clément Koch, mise en scène José Paul, Théâtre de la Michodière (captation pour France 2), Théâtre Montparnasse
- 2025 : Numéro deux d’après David Foenkinos, mise en scène Sophie Accard, théâtre Tristan-Bernard

## Distinctions

### Récompenses
- Étoiles du Parisien 2018 : pièce de l'année pour Une vie sur mesure

### Nominations
- Molières 2025 : Molière de la révélation masculine pour Numéro deux